# Білоруси в Чехії
Білоруси в Чехії — це білоруська діаспора Чехії. За підрахунками МВС, в країні проживає трохи більше 4 тисяч громадян Білорусі.

## Історія та сучасність
Білоруська присутність у Чехії відома з часів Середньовіччя. Головним центром білорусів здавна була столиця Прага.

### XIV століття
У 1397 році польська королева Ядвіга видала указ про заснування в Празі литовського колегіуму для молоді з Великого князівства Литовського. 12 студентів з Великого князівства Литовського навчались у Празькому (Карловому) університеті. У першій половині XVI століття білоруський та східнослов'янський першодрукар та просвітянин Франциск Скорина жив і працював у Празі.

### XX століття
3 початку XX ст. Прага стала центром білоруського емігрантського руху. Перший білоруський студентський гурток «Табар» з'явився в 1908 році з ініціативи білоруських студентів Карлового університету в Празі.

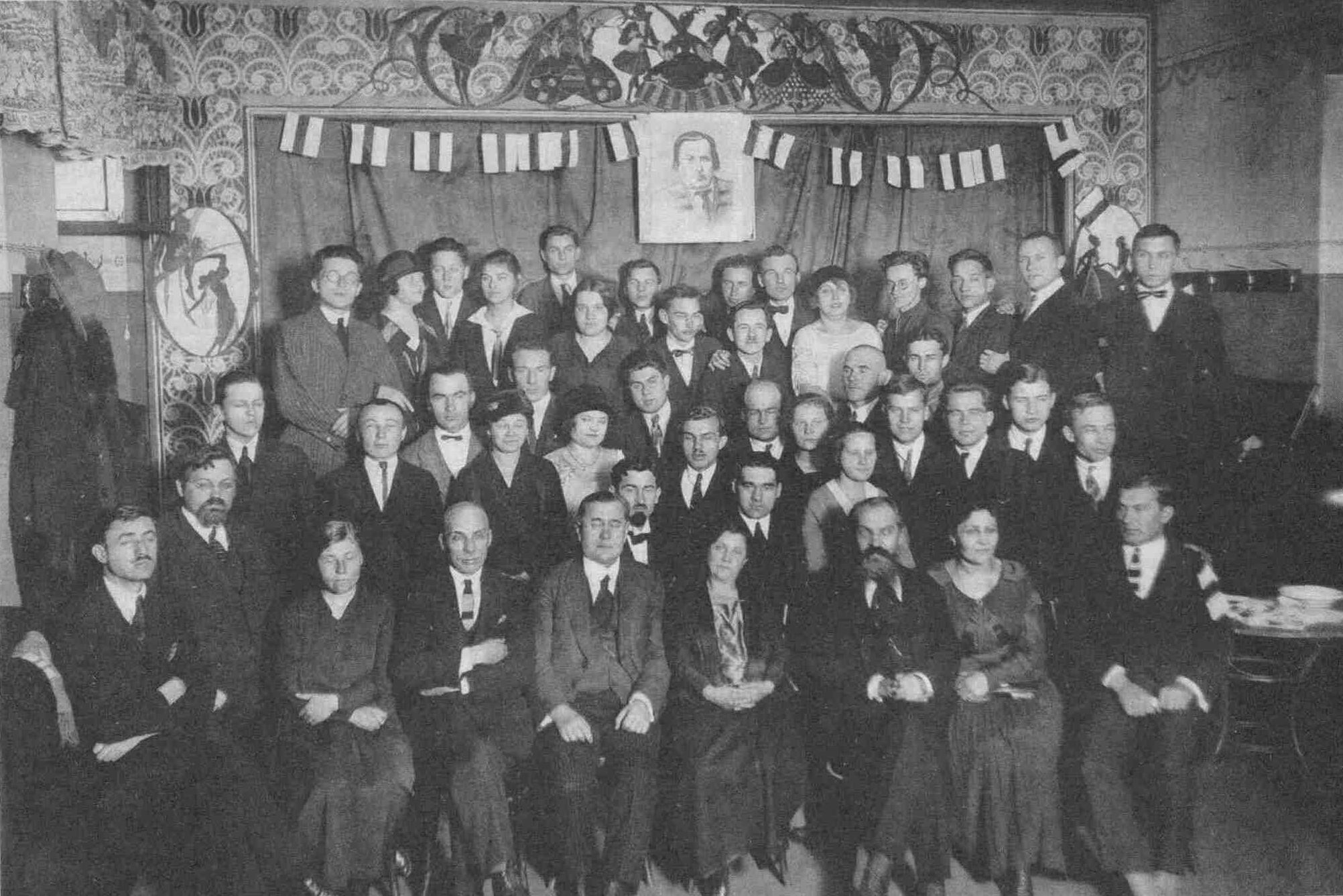
Представники білоруської діаспори в Празі під час ювілейної вечірки, присвяченої 40-й річниці смерті Вінцента Дуніна-Марцінкевича 30 грудня 1924 року.

Політична еміграція з Білорусі була згрупована навколо консульства БНР, створеного в листопаді 1918 році. У 1918 — 1925 роках консулом БНР був Микола Вершинін. У липні 1919 року була створена Білоруська громада в Празі на чолі з консулом Вершиніним, який також виконував обов'язки уповноваженого з питань білоруських військовополонених в Чехословаччині. У вересні 1921 року у Празі відбулася Перша Всебілоруська конференція — зустріч представників білоруських організацій та партій Західної Білорусі, Німеччини, Латвії, Литви, Польщі та Чехословаччини. 1 листопада 1923 року Уряд та президія Ради БНР (у тому числі Петро Кречевський та Василь Захарко) переїхали до Праги, яка функціонувала до березня 1943 року (як емігрантський уряд до 1925 р.).
У 1920-х роках минулого століття в Чехії було створено низку білоруських студентських асоціацій в результаті прибуття білоруських абітурієнтів на навчання до вищих шкіл Чехословаччини за матеріальної допомоги уряду цієї країни. Вони були розділені на дві категорії: у першу групу входили студенти колишніх російських університетів — вихідці з Білорусі (понад 350 осіб), які приїхали до Чехословаччини наприкінці 1919 року внаслідок громадянської війни в Росії. Більшість із них відрізнялися низькою національною самосвідомістю, пасивністю в суспільно-політичній діяльності; деякі належали до різних політичних течій російської антибільшовицької опозиції, були членами Товариства студентів малоросів та білорусів. До другої категорії увійшли представники білоруських національних організацій Західної Білорусі, Латвії та Литви (понад 100 осіб), яких уряд БНР, Товариство білоруського шкільництва та Білоруський департамент при Міністерстві освіти Латвії направили на навчання до Чехословаччини з метою підготовки білоруських національних кадрів у галузі освіти, медицини, сільського господарства та промисловості. Вони створили низку організацій різного соціального та політичного спрямування.
У 1920 — 1930 роках у Празі, Подєбраді, Брно, в тому числі завдяки матеріальній підтримці уряду Чехословаччини та громадського чесько-українського комітету допомоги українським та білоруським студентам, вивчились такі люди, як В. Жук-Гришкевич, Володимир Жилка, Тамаш Гриб, В. Тамащик, В. Вальтар, Язеп Мамонька, С. Бусел, Л. Красовська, Л. Ридлевський, М. Чернецький та інші.
У міжвоєнний період існував ряд білоруських установ: Асоціація білоруських студентських організацій, Білоруське (Криворізьке) культурне товариство Франца Скорини, Білоруський науковий кабінет. В Українській господарчій академії в Подєбрадах у 1925 — 1927 роках існував Білоруський студентський гурток. У 1928 р. було засновано Білоруський закордонний архів. У 1941 році діяли Кореспонденційні курси білорусознавців.
Після Другої Світової війни в Празі проживало 300 білоруських сімей. Тут жили і працювали Лариса Геніюш та Михась Забейда-Сумицький.

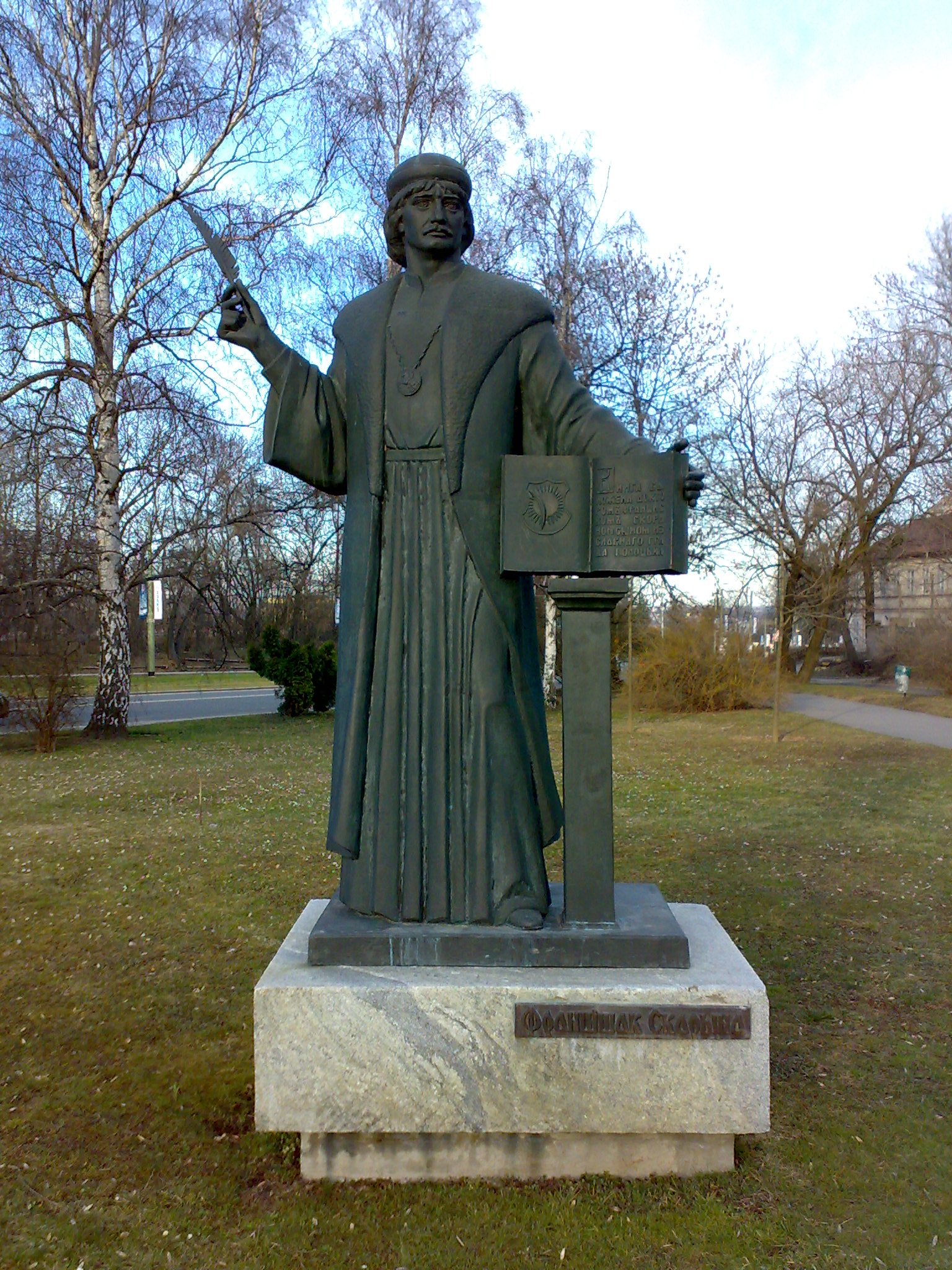
Пам'ятник Франциску Скорині в Празі

Білоруське життя активізувалося в 1990-х роках. Цьому сприяла культурна програма «Білоруси в Празі», під час якої відбулася робота однойменної виставки — Скориновський семінар — заснований Асоціацією білорусів Чехії імені Франца Скорині. 31 жовтня 1996 року у Празькому граді було відкрито пам'ятник Франца Скорині. У березні 1998 року відбулася зустріч білорусів з Франції, Австрії, Польщі, Німеччини та Бельгії, яка присвячена 80-річчю проголошення БНР.
25 березня 1998 року під егідою чеської організації «Людина в біді» був відкритий Білоруський центр (координатор В. Яндзюк), а в березні 1999 року відкрито інформаційний офіс громадянської ініціативи «Хартія-97». З 2 по 6 червня 1998 рік у Празі відбувся VII Всеслов’янський з’їзд, у якому взяла участь представницька делегація Республіки Білорусь з 10 осіб на чолі з делегатом Національних зборів Сергієм Івановичем Касцяном.
У 1999 році зареєстрована білоруська галерея «Саламея», створена художницею Н. Валоваю.

### XXI століття
Відповідно до рішення Міністерства освіти Чеської Республіки, 12 білоруських студентів продовжили навчання в університетах Праги у 2000 році.
У 21 столітті білоруська мова не є спеціальністю в чеських університетах. За часів Чехословацької Республіки білоруська мова викладалася в Карловому університеті під керівництвом професора Вацлава Жидлицького (1935-2002), відомого літературознавця і перекладача білоруської літератури. 

#### 2021
Чехія з 2021 року почала підготовку до створення офіційного представництва білоруської опозиції в Празі. 
|                                                                | Ми домовилися почати підготовку до заснування представництва білоруської опозиції у Празі, за прикладом Литви. Білоруська опозиція мала і продовжить мати одностайну підтримку з боку Чехії. |
| — Якуб Кульганек, міністр закордонних справ Чеської Республіки | |